# Metro (együttes)
A Metro az 1960-as évek egyik legjelentősebb magyar beategyüttese.

## Az együttes története

### A Zenithtől a Metróig (1960-1962)
A Metro elődje, a Zenith együttes 1960-ban alakult Sztevanovity Zorán vezetésével. Kezdetben a Nyugati pályaudvar Hangulat nevű bárjában (a mai McDonald’s alsó szintjén) léptek fel, ahol hétvégente ifjúsági klub üzemelt. A következő évben az együttes megkötötte első szerződését a Metró klubbal. Az együttesben ekkor Sztevanovity Zorán énekes-szólógitáros, fivére, Sztevanovity Dusán ritmusgitáros, Rudas András zongorista, Elekes Zoltán szaxofonos, Maka Béla bőgős és Bálint István dobos játszott. Sztevanovity Zorán ennek az együttesnek a frontembereként lett ismert énekes.
A Zenith ismert külföldi együttesek, például a Shadows, Roy Orbison, Duane Eddy és a Ventures dalait adta elő. Ez a fajta zene akkoriban ritkaságszámba ment Magyarországon, mivel külföldi előadók albumait akkoriban még nem adták ki idehaza. A dalokat általában külföldi rádióadásokban hallották és az alapján játszották el. A Metró klubban jelent meg a kor divatos tánca, a twist, ami elsöprő sikert aratott. A klub vezetője tánctanárt szerződtetett, aki rövid idő alatt megtanította a fiatalokat „kulturáltan” twistelni.
Az együttes hamarosan felvette klubja nevét: 1961-ben már Metro együttesként zenéltek a Budai Parkszínpadon a Bergendy, a Kék Csillag és a Scampolo társaságában. Indulnak az első Ki mit tud?-on is, ám a döntőben technikai problémák következtében három erősítőjük leégett, így az együttesnek fel kellett adnia a küzdelmet. A Ki mit tud? szabályai értelmében olyan együttes nem indulhatott, mely már korábban szerepelt a versenyen. Ezért 1962-ben Zorán szólóénekesként indult „kísérőzenekarával”, a Metróval. George Gershwin Summertime című dalának magyar változatával hatalmas sikert aratott és megnyerte a versenyt. A győztesek a Szovjetunióba utazhattak, ahol több városban és a helyi televízióban is felléphettek.

### A külföldi slágerek időszaka (1962-1966)
Az 1960-as évek első felében a Metró klub helyszíne folyamatosan változott: először az Irányi utca-Egyetem utca sarkán álló épületben, később rövid ideig a Petőfi Sándor utcában, majd a Rákóczi úton volt, végül 1965-ben költözött a legendássá váló Dohány utca 22. szám alatti saroképületbe, amely feloszlásáig a Metro törzshelye maradt. Az együttes felállása is megváltozott: Brunner Győző dobolt, Zentay Antal szaxofonozott, és Bokány Ferenc basszusgitározott. Egy-egy estére ismert énekesnők is csatlakoztak az együtteshez, például Kovács Kati, Koncz Zsuzsa vagy Zalatnay Sarolta és Wittek Mari.
A Metro ekkor még kizárólag angol és amerikai dalokat játszott. Repertoárjukban Roy Orbison, a Shadows, a Kinks, Duane Eddy, Del Shannon, a Spotnicks, Chris Andrews, a Rolling Stones, Cliff Richard, a Honeycombs, John Leiton, a Manfred Mann, Elvis Presley, a Beatles és a Ventures felvételei szerepeltek.
1965-ben az együttes a Budai Parkszínpadon Rejtő Jenő Láthatatlan légiójának zenés változatában működött közre. A Metró nagy sikert aratott, a darab mégis kemény kritikákat kapott. Bokány Ferencet még abban az évben behívták katonának, helyére Frenreisz Károly került, a billentyűs hangszereknél pedig Schöck Ottó foglalt helyet.

### Az első magyar nyelvű dalok (1966-1968)
Nikolits Ottó és Boros János szerzeménye, az 1966-os Táncdalfesztiválon bemutatott Mi fáj hónapokig vezette a slágerlistát a Metro előadásában. Ugyanebben az évben jelent meg az együttes harmincöt magyar nyelvű kislemeze közül az első, az Édes évek. Ettől kezdve a Metro főleg saját dalait vette fel. Eleinte az együttes mindegyik tagja próbálkozott szövegírással, azonban Dusán bizonyult a legtehetségesebbnek, így ő lett a Metro állandó szövegírója. Az Arany Gitár díjat és az 1966-os „Év Beategyüttese” címét az Illés nyerte, a Metro nem sokkal lemaradva, második helyezettként az Ezüst Gitárt kapta meg.
1967-ben Banovich Tamás Ezek a fiatalok című filmjében az Illés, az Omega, Koncz Zsuzsa és Zalatnay Sarolta mellett a Metro is feltűnt. Ebben a filmben játszották el a Gyémánt és arany című dalt, amely sokáig szerepelt az Ifjúsági Magazin slágerlistáján, és felkerült az első magyar beatalbumra is. Tavasszal Frenreisz Károly, majd Brunner Győző is Nyugat-Európába szerződött egy vendéglátós zenekarba. Helyüket Rédey Gábor basszusgitáros és Veszelinov András dobos vette át. Másfél év után a „kivándorlók” hazatértek és visszakerültek korábbi helyükre.

### A csúcson (1968-1971)
1968-ban Zorán lehetőséget kapott, hogy a Nemzetközi Koncertigazgatóság és a Concerttour Promotions megállapodása alapján Londonba utazhasson, stúdiókba és koncertekre látogathasson el. A Marshall cég egy akkoriban hihetetlenül modernnek számító erősítőt ajándékozott a Metro együttesnek.
Az együttes minden évben részt vett a Táncdalfesztiválon. 1968-ban Fényes Szabolcs és S. Nagy István Fehér sziklák című dalát, 1969-ben Dusán és Schöck Ottó Régi kép, szobrok című szerzeményét énekelte Zorán.
1969-ben az együttes megjelentette első albumát, a Metrót, melyen több slágerük hallható, például a Citromízű banán, a Mária volt és az Ülök egy rózsaszínű kádban. 1970-ben kiadták az első magyar koncertalbumot Egy este a Metro Klubban… címmel. A felvételek egy, a zongorán lévő UHER riportermagnóval készültek; maga az album hatalmas sikert aratott, a Kócos kis ördögök című dal a megjelenés után rögtön sláger lett. Ugyanekkor alakult ki a „klasszikus” Metro utolsó felállása: Schöck Ottó helyére Fogarasi János érkezett.

### A Metro válsága (1971-1972)
1971-ben Frenreisz Károly Presser Gáborral, Laux Józseffel és Barta Tamással megalapította a Locomotiv GT-t. Egy skandináv turné, majd egy kisstadionbeli Atlas–Metró–Tolcsvay-koncert után Dusán is kivált, mivel nem szerette a folyamatos turnézást.
Az utolsó évben rengeteg zenész fordult meg a Metro-együttesben: Szigeti Béla dobos, a régi-új Elekes Zoltán, Novák András énekes, Hanka Péter szólógitáros, Tihanyi Gyula basszusgitáros és Tóth Béla harsonás. Később Mogyorósi László gitáros, Póka Egon basszusgitáros és Brunner Győző is csatlakozott. Ezek a formációk azonban már nagyon rövid életűek voltak, az együttes 1972 nyarán feloszlott. 
Az utolsó felállás néhany tagja 1972 augusztusában Som Lajossal megalakitotta a Piramis együttest, amivel nyugati vendéglátózásba kezdtek.

### Az együttes utóélete
A feloszlás óta háromszor léptek színpadra együtt a Metro tagjai. Először 1992 tavaszán adtak koncertet a régi „metrósok” (Brunner-Dusán-Frenreisz-Schöck-Zorán), melynek anyagából a Metro koncert című album született. Valamint a Kábelkom Kft. szervezésében, a magyar HBO egy éves születésnapi rendezvényén egy zárt körű koncertet adtak a Manhattan együttes társaságában. Második találkozásuk (az időközben elhunyt Schöck Ottó nélkül) az Illés–Metró–Omega Szuperkoncert keretében jöhetett létre 2001. június 2-án. 2006 decemberében, a Syma csarnokban Frenreisz Károly 60. születésnapja alkalmából Zorán, Frenreisz, Fogarasi János és Veszelinov András öt dalt játszott el. Mivel Dusán külföldön volt, helyette Szűcs Antal Gábor gitározott, aki Frenreisszel 1973-ban megalapította a Skorpiót.

## Tagok
Nosztalgiakoncertek: 
- 1992 BS

A klasszikusként számon tartott felállás (1965–67, 1968–70): Sztevanovity Zorán, Sztevanovity Dusán, Frenreisz Károly, Schöck Ottó, Brunner Győző, valamint a dalok egy részében az 1967-68 közötti dobos Veszelinov András.
- 2001 Népstadion (Illés, Metro, Omega)

Az elhunyt Schöck Ottó helyett a második nagylemez billentyűse, Fogarasi János játszott, a többiek az 1992-es koncert résztvevői.
- 2006 SYMA-csarnok

Frenreisz Károly 60 éves jubileumi koncertjének Metro-blokkjában Zorán, Fogarasi János és Veszelinov András játszottak. Eredetileg Dusánt is meghívták, de ő egyéb elfoglaltság miatt nem tudott jelen lenni.

## Diszkográfia

### Nagylemezek
- Metro (1969)
- Egy este a Metro Klubban… (1970)
- Metro koncert (1992)
- A Metro együttes összes felvétele (1992)
- Gyémánt és arany (2000)

### Kislemezek
- Bell a részeges kutya , Roppant kényes / Feltámadtál, Viharvirág (1967, Qualiton, EP 27376)
- Édes évek / Álmodozom a világról (1967, Qualiton, SP 355)
- Végre itt van az óra! (1967, Qualiton, SP 409/a - "Táncdalfesztivál 1967")
- Egy fiú és egy lány / Bábel (1968, Qualiton, SP 467)
- Azért is az égben járok / Törött pohár (1968, Qualiton, SP 482)
- Valami újat szeretnék / Nelly (1968, Qualiton, SP 483)
- Fehér sziklák / Hétköznapi semmiség (1968, Qualiton, SP 514 - "Táncdalfesztivál 1968")
- Nem vagyok elveszett ember (1968, Qualiton, SP 540 - "Slágerkupa")
- Dohányfüstös terem / Pár csepp méz (1968, Qualiton, SP 550)
- Ő meg én / Kamasz kislány (1969, Qualiton, SP 570)
- Régi kép, szobrok (1969, Qualiton, SP 605/a - "Táncdalfesztivál 1969")
- Hómadár / Mária volt (1970, Qualiton, SP 716)
- Citromízű banán / Felmásztam egy jó nagy fára (1970, Qualiton, SP 718)
- Ülök egy rózsaszínű kádban / Okos szamár (1970, Qualiton, SP 720)
- Kócos ördögök / És közben szólt a colt (1971, Pepita, SP 841)
- A kapun túl / Háló (1971, Pepita, SP 850)
- Színesre festve / Közel a sátánhoz (1971, Pepita, SP 904)
- Ülök egy rózsaszínű kádban / Citromízű banán (1977, SPS 70247 - Az "Amikor én még kissrác voltam…" kislemez sorozat része.)
- Édes évek / Mária volt (1977, SPS 70271 - Az "Amikor én még kissrác voltam…" kislemez sorozat része.)

## Bibliográfia
- Szabó Edit: Zorán – Az elmúlt harminc év (Hunga-Print, 1993, Bp.)
- Bálint Csaba – Beatinterjúk II. (2020)

## Külső hivatkozások
- Zorán hivatalos honlapja